# Crucificação (Mantegna)
A Crucificação é um painel na parte central da predela de um grande retábulo pintado por Andrea Mantegna entre 1457 e 1459 para o altar-mor da Basílica de São Zeno (Venona) (Itália). Foi encomendado por Gregório Correr, abade daquele mosteiro beneditino.